# 대한민국 형사소송법 제196조
대한민국 형사소송법 제197조는 사법경찰관리에 대한 형사소송법의 조문이다. 문재인 정부의 검경 수사권 조정으로 형사소송법과 검찰청법의 개정 법안이 통과되면서 2020년 2월 4일, 2011년 7월 18일에 개정된 형사소송법에 제195조가 신설되며 기존 제195조, 제196조의 법안이 각각 제196조, 제197조로 이동하게 되었다. 이 개정을 통해 검찰의 경찰에 대한 수사지휘권을 없앴고 신설된 제195조에 의해 경찰과 검찰을 협력관계로 명시하였다.경찰서에서 수사를 하는 경찰관 가운데 조사관이라고 하는 경제과를 제외하고 사법경찰리에 해당하는 경찰관이 '수사관'이라는 호칭을 사용하고 있어 공무원 자격 사칭 문제가 있어 수사관 표현은 삭제되었다.

## 조문
제197조(사법경찰관리) ① 경무관, 총경, 경정, 경감, 경위는 사법경찰관으로서 범죄의 혐의가 있다고 사료하는 때에는 범인, 범죄사실과 증거를 수사한다.  <개정 2020. 2. 4.> ② 경사, 경장, 순경은 사법경찰리로서 수사의 보조를 하여야 한다.  <개정 2020. 2. 4.> ③ 삭제  <2020. 2. 4.> ④ 삭제  <2020. 2. 4.> ⑤ 삭제  <2020. 2. 4.> ⑥ 삭제  <2020. 2. 4.> [전문개정 2011. 7. 18.] [제196조에서 이동, 종전 제197조는 삭제 <2020. 2. 4.>

## 개정 전 조문
제196조(사법경찰관리) ① 수사관, 경무관, 총경, 경정, 경감, 경위는 사법경찰관으로서 모든 수사에 관하여 검사의 지휘를 받는다.
② 사법경찰관은 범죄의 혐의가 있다고 인식하는 때에는 범인, 범죄사실과 증거에 관하여 수사를 개시·진행하여야 한다.③ 사법경찰관리는 검사의 지휘가 있는 때에는 이에 따라야 한다. 검사의 지휘에 관한 구체적 사항은 대통령령으로 정한다.④ 사법경찰관은 범죄를 수사한 때에는 관계 서류와 증거물을 지체 없이 검사에게 송부하여야 한다.⑤ 경사, 경장, 순경은 사법경찰관리로서 수사의 보조를 하여야 한다.⑥ 제1항 또는 제5항에 규정한 자 이외에 법률로써 사법경찰관리를 정할 수 있다.[전문개정 2011.7.18]

### 해설

#### 검사와 사법경찰관리의 지휘감독관계의 구체적 내용
1. 교체임명요구, 수사•중지명령권(검찰청법 제54조)
2. 검사의 체포•구속장소감찰권(제198조의2)
3. 영장신청의 검사경유제도(제200조의2， 제201조， 제215조)
4. 긴급체포시 검사의 사후승인제도(제200조의3 제2항)
5. 압수물의 처분에 대한 지휘권(제219조 단서) 등

#### 사법경찰관에게는 인정되지 않고 검사에게만 인정되는 권한
1. 수사종결권
2. 증거보전청구권(제184조)
3. 증인신문청구권(제121조의2)
4. 변사자검시권한(제222조)
5. 감정유치청구권(제221조의3)
6. 영장청구권(제200조의2, 제201조, 제215조) 등

## 참고 문헌
- 손동권 신이철, 새로운 형사소송법(초판, 2013), 세창, 2013. ISBN 9788984114081
- 박민우. (2022). 일부 송치사건에 대한 검사의 수사 제한 검토 - 형사소송법 제196조 제2항을 중심으로. 형사정책연구, 33(3), 83-110.
- 조광훈. (2013). 사법경찰관의 수사개시권에 관한 연구 - 형사소송법 제196조 제2항의 해석을 중심으로 -. 법학연구, 23(1), 1-40.
- 김문호. (2012). 형사소송법 제196조 개정이후의 수사권 조정의 과제. 한국경찰학회보, 14(6), 43-70.
- 박노섭 /Park Ro Seop. (2012). 형사소송법 제196조 개정에 따른 검사 수사지휘권의 범위와 한계. 경찰법연구, 10(1), 31-59.
- 정웅석. (2011). 2011년 개정 형사소송법 제196조에 대한 평가와 과제. 형사법의 신동향,(33), 1-90.
- 이동희. (2011). 개정형사소송법 제196조에 대한 해석과 과제. 경찰법연구, 9(2), 3-24.
- 정웅석. (2005). 搜査權獨立論에 관한 硏究 - 형사소송법 제195조와 제196조의 개정에 관한 비판적 시각에서-. 법학연구, 15(1), 101-132.

## 같이 보기
- 검사
- 수사